# Xã Agram, Quận Morrison, Minnesota
Xã Agram (tiếng Anh: Agram Township) là một xã thuộc quận Morrison, tiểu bang Minnesota, Hoa Kỳ. Năm 2010, dân số của xã này là 572 người.